# Y Combinator
Y Combinator és una acceleradora d'empreses emergents que es va llançar el març del 2005. Y Combinator és constantment ranquejada com una de les millors acceleradores dels EUA.

## Història

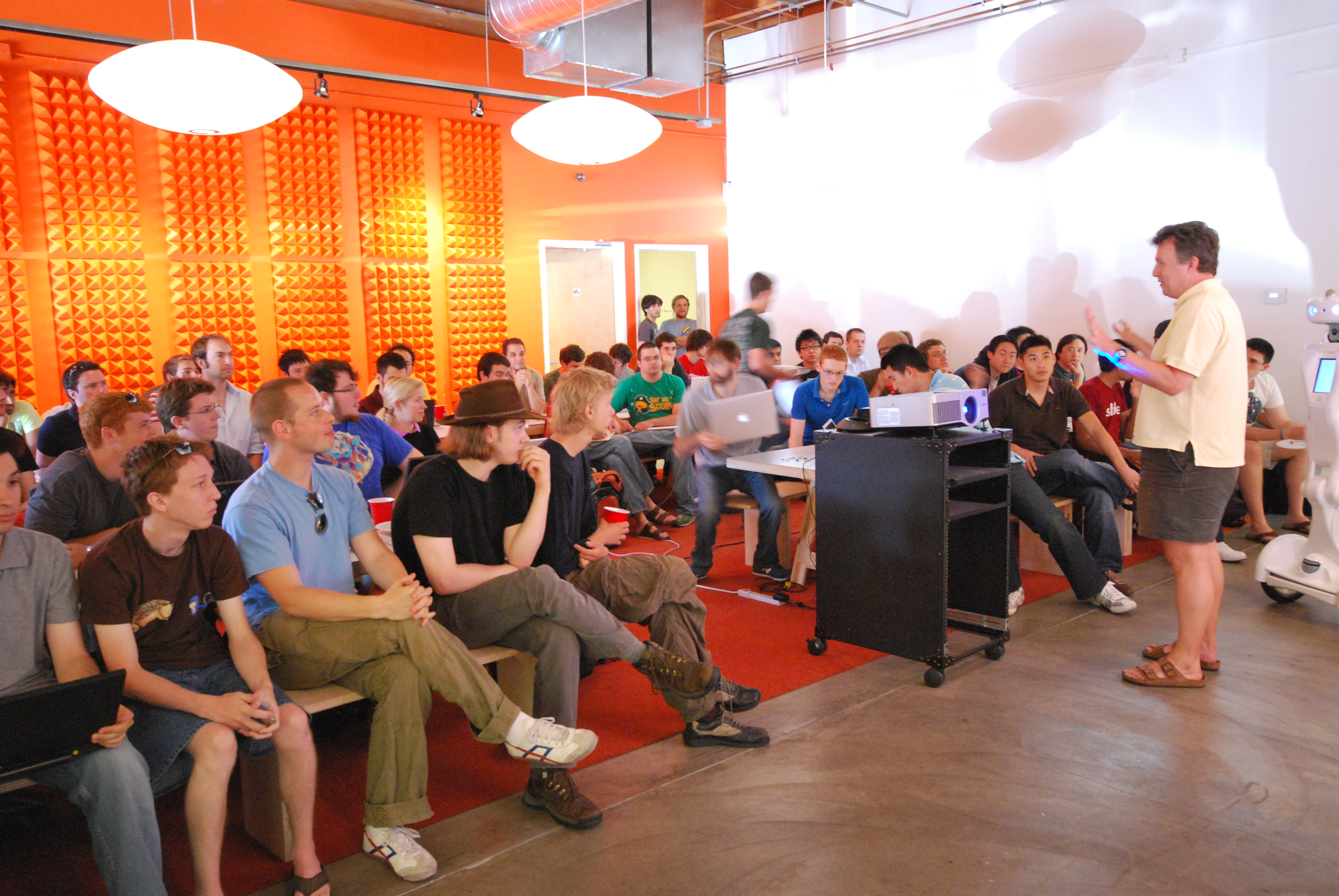
Paul Graham parlant sobre el Día del Prototip al Y Combinator d'Estiu 2009

Y Combinator va començar el 2005 per Paul Graham, Jessica Livingston, Trevor Blackwell i Robert Tappan Morris.
Del 2005 al 2008, un programa va ser dut a terme a Cambridge (Massachusetts), i un altre a Mountain View (Califòrnia). Durant el gener 2009, Y Combinator va anunciar que el programa a Cambridge finalitzaria i que tots els futurs programes es durien a terme a Silicon Valley.
El 2009, Sequoia Capital va liderar la ronda de 2 milions de dòlars d'inversió per Y Combinator que permetria a l'empresa per invertir en aproximadament 60 empreses l'any respecte les inversions prèvies de 40 empreses a l'any. L'any següent, Sequoia va liderar una altra ronda de 8.25 milions de dólars pel finançament de Y Combinator per incrementar encara més la capacitat de finançament per un nombre més gran de startups.
Pel 2011, Yuri Milner i SV Angel va oferir a cada companyia de Y Combinator una inversió de 150.000$ en bons convertibles. La quantitat invertida a cada empresa va ser modificada a 80.000$ quan Start Fund es va renovar.
Durant el setembre 2013, Paul Graham va anunciar que Y Combinator acceptaria organitzacions sense ànim de lucre al seu programa després d'haver provat el concepte amb Watsi (tot i que continua finançant majoritàriament startups amb ànim de lucre).
El 2014, el fundador Paul Graham va anunciar que es retirava i que Sam Altman prendria el relleu com a President de Y Combinator. Aquest mateix any, Altman va anunciar "The New Deal" per les YC startups, a les quals oferia 120.000$ pel 7% del capital.
A finals del 2014, Sam Altman anuncia una col·laboració amb Transcriptic per proporcionar major suport a la creixent comunitat de biotecnologia de Y Combinator. Llavors el 2015, va anunciar una col·laboració amb Bolt i major suport per les companyies de hardware.
L'11 d'agost de 2016, YC anuncia que els socis de YC visitarien 11 països durant la tardor per trobar-se amb fundadors i aprendre més sobre com podien ser d'ajuda a les comunitats internacionals de startups. Aquests 11 països inclouen Nigèria, Dinamarca, Portugal, Suècia, Alemanya, Rússia, Argentina, Xile, Mèxic, Israel, i India.
El setembre de 2016, Altman anuncia que passa a ser el President del Grup YC, el qual inclou Y Combinator, el fons YC Continuity llençat l'octubre passat i el programa de moonshots YC Research.
Ali Rowghani, prèviament Director Financer i Director d'Operacions de Twitter va ser l'encarregat de YC Continuity Fund quan va començar, ara és CEO de YC Continuity. Michael Seibel, que va co-fundar Justin.tv, és el nou CEO de YC Core, programa que Paul Buchheit lidera des de principis de l'any.
El 20 de maig de 2019, Sam Altman va anunciar la seva renúncia i que Geoff Ralston agafaria el rol de President de Y Combinator.

## Programes
En el seu programa principal, Y Combinator entrevista i selecciona dos o més conjunts d'empreses per any. Les empreses reben capital llavor, assessorament, i connexions a canvi de 7% del capital. El programa inclou "hores d'oficina", on els fundadors de les startups es troben individualment i en grups amb socis de Y Combinator per consell. Els fundadors també participen en sopars setmanals on hi ha de convidats persones de l'ecosistema Silicon Valley (emprenedors existosos, persones del capital risc, etc.) per parlar amb els fundadors.
El lema de Y Combinator és "Fer alguna cosa que les persones volen" (en anglès: "Make Something People Want"). L'objectiu del programa és enfocar els fundadors desenvolupant més el seu producte, equip i mercat, refinant el seu model empresarial, aconseguint l'ajust del producte-mercat, i escalant la startup a un negoci de creixement alt, etc. El programa culmina al Demo Day on les startups presenten les seves companyies a una audiència seleccionada d'inversors.
Durant el 2017, Y Combinator ja havia invertit en ~1,450 empreses incloent-hi Dropbox, Airbnb, Stripe, Reddit, Optimizely, Zenefits, Docker, DoorDash, Mixpanel, Heroku. La valoració combinada de les empreses de YC està per damunt dels 80 mil millions de dòlars.
Les organitzacions sense ànim de lucre també poden participar en el programa principal de YC. Poques han estat acceptades en els últims anys, entre elles Watsi, 80.000 hours, i Our World in Data.
Dins 2015, YC va introduir programes addicionals:
- Dins juliol 2015, Y Combinator va introduir el Programa de Companyonia del YC apuntat a empreses a una etapa més primerenca que el programa principal.[26]
- Dins octubre 2015, Y Combinator va introduir el Fons de Continuïtat del YC. El fons permet Y Combinator per fer pro rata inversions en el seu alumni empreses amb taxacions sota 300$ milions. Y Combinator També considerarà davanter o participant en creixement d'etapa més tardana que finança rondes per empreses de YC.[27]
- Dins octubre 2015, YC va introduir Recerca de YC per finançar molt de temps-terme recerca fonamental. President de YC Sam Altman va donar 10m$.[28]
- Durant 2017-2019, YC va llançar Startup Escola, la Sèrie Un programa, el programa de Creixement del YC, Feina a un Startup, i Porcellana de YC.[29]
- Dins març 2019, va ser informat que Y Combinator era seu emotiva a San Francisco.[30]

## Persones
Y Combinator va ser fundat el març 2005 per Paul Graham, Jessica Livingston, Robert Morris i Trevor Blackwell.
A principis de 2010, Harj Taggar es va unir com assessor. El setembre 2010, Alexis Ohanian es va unir. Pel novembre 2010, Paul Buchheit i Harj Taggar van ser nomenats socis. El 2015, Taggar va deixar YC.
El gener 2011, Garry Tan es va unir YC, primer dissenyador i més tard com a soci. Va deixar YC el novembre 2015.
Més tard el 2011, Aaron Iba s'uniria com a soci.
El febrer 2014, Sam Altman esdevenia president de Y Combinator. Y Combinator també anuncia una Junta de Supervisors: Brian Chesky, Adora Cheung, Patrick Collison, Drew Houston, Jessica Livingston, David Rusenko, Emmett Cisalla, i Sam Altman.
Ali Rowghani apareix a la pàgina web de YC com el soci gestor de YC.Continuity
L'empresa inclou socis visitants com Kevin Hale, Solomon Hykes, Holly Liu, Diego Rey, Aaron Epstein.
El març 2019, Y Combinator anuncia que el seu president Sam Altman es transfereix a Director per dedicar més temps a Open AI.

## Controvèrsies
Y Combinator ha estat culpada de fomentar la cultura de l'edatisme a Silicon Valley. Paul Graham va dir el 2005 que persones per damunt dels 38 anys no tenien l'energia per llançar startups. També va ser en un esdeveniment de Y Combinator, la Startup School 2007, on Mark Zuckerberg va dir, "Els joves són més intel·ligents". L'organització ha estat criticada per reflectir la cultura sexista de la indústria tecnològica.

## YC Fellowship
El programa YC Fellowship va ser anunciat el juliol 2015, amb l'objectiu de finançar empreses a l'etapa d'ideació o prototip. La primera edició de YC Fellowship va incloure 32 companyies que rebrien una subvenció sense capital en comptes d'una inversió.
El gener 2016, Y Combinator anuncia una segona versió del programa, el qual les empreses participants rebrien 20.000$ d'inversió a canvi d'un 1,5% de participació del capital. La participació de capital s'estructura com a valor convertible que només es converteix en accions si la companyia té una Oferta Pública Inicial, o un esdeveniment d'inversió o adquisició que valori la companyia per 100 millions de dòlars o més. El YC Fellowship va durar poc, ja que el llavors CEO Sam Altman va anuncia al Setembre de 2016 que es tancaria el programa.
El 2017, Y Combinator va anunciar Startup School, un curs en línia que va publicava vídeos i també preparava startups individuals a gran escala per substituir les beques. 1584 startups es van graduar del programa en el seu primer any. El 2018, Y Combinator va anunciar un lot nou de Startup School. Per un error del programa, les 15.000 startups que van aplicar pel programa van ser acceptades, per després descobrir hores després que havien estat rebutjades.

## YC Research

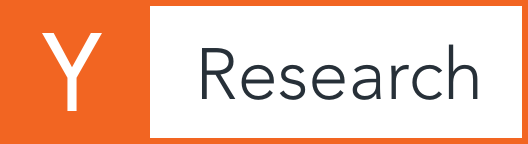
Logotip de YC Research

El laboratori de recerca sense ànim de lucre de YC Resarch va ser anunciat l'octubre de 2015. Els investigadors són empleats a temps complet i reben capital de Y Combinator. Open AI va ser el primer projecte emprès per Recerca de YC, i dins gener 2016 un segon estudi sobre l'ingrés bàsic es va anunciar. Un altre projecte és la recerca sobre ciutats noves. Físic quàntic australià Michael Nielsen és un inverstigador a YC Research des del 2017.

### Comunitat de Recerca en Avenços Humans
El projecte Comunitat de Recerca en Avenços Humans (en anglès: "Human Advancement Research Community" o HARC) es va iniciar amb "... la missió d'assegurar que la saviesa humana supera el poder humà ...". El projecte era inspirat per una conversa entre Sam Altman i Alan Kay. Els seus projectes inclouen modelat, visualització i ensenyament de software, així com llenguatges de programació. Els seus membres inclouen Alan Kay i Bret Victor. Altres persones que han treballat per HARC són: Vi Hart. Patrick Scaglia director d'HARC i assessor el 2017.

## Cobertura de mitjans de comunicació
El 2017, Forbes ranqueja YC un de dos "Platinium Plus Tier U.S. Accelerators". Fast Company va anomenar YC "la incubadora de startups més poderosa del món". Fortune anomena Y Combinator com "una fèrtil substrat per emergir gegants tecnològics".